# Serie B 1935/1936
Soutěžní ročník Serie B 1935/1936 byl 7. ročník druhé nejvyšší italské fotbalové ligy. Konal se od 15. září 1935 do 5. července 1936. Soutěž skončila společným vítězstvím Lucchese a Novary, které si zajistilo postup do nejvyšší ligy.
Nejlepším střelcem se stal italský hráč Vinicio Viani (Lucchese), který vstřelil 35 branek.

## Události
Oproti minulé sezony se místo 26 snížilo na 18 týmů v jedné skupině. Kvůli reorganizaci soutěží sestoupilo v minulé sezoně celkem 16 klubů. Z první divize (3. ligy) postoupila Siena a Taranto. Z nejvyšší ligy bylo přiřazeno Livorno a sedminásobný mistr ligy Pro Vercelli.
Než se začalo hrát, bylo rozhodnuto že do 3. ligy sestoupí šest klubů a sníží se počet účastníků na 16. Povětšinou soutěž vedlo Livorno, jenže v 30. kole prohrála s Novarou a ta ji vystřídala ve vedení. Nakonec se stalo, že do nejvyšší ligy postoupila Novara a Lucchese, které mělo stejný počet bodů. Sestup do 3. ligy mělo na konci sezony jisté Siena, Vigevanesi a Taranto, až později se k nim přidalo Pistoiese, SPAL a Foggia, které byly neúspěšné v play out.

## Účastníci
| Klub         | Město     | Stadion                      | Trenér                                                                  | Minulá sezona                             |
| ------------ | --------- | ---------------------------- | ----------------------------------------------------------------------- | ----------------------------------------- |
| Aquila       | L'Aquila  | Stadio XXVIII ottobre        | Attilio Buratti                                                         | 4. místo ve skupině B v Serii B           |
| Atalanta     | Bergamo   | Stadio Mario Brumana         | Imre Payer                                                              | 7. místo ve skupině B v Serii B           |
| Catania      | Catania   | Campo di Piazza Verga        | Géza Kertész                                                            | 3. místo ve skupině A v Serii B           |
| Foggia       | Foggia    | Campo Sportivo del Littorio  | Wilmas Wilhelm                                                          | 8. místo ve skupině B v Serii B           |
| Livorno      | Livorno   | Stadio Edda Ciano Mussolini  | Karl Stürmer (1.–?. kolo) Mario Magnozzi                                | 15. místo v Serii A (sestup)              |
| Lucchese     | Lucca     | Stadio del Littorio          | Ernő Erbstein                                                           | 7. místo ve skupině A v Serii B           |
| Messina      | Messina   | Stadio Gazzi                 | Angelo Mattea                                                           | 8. místo ve skupině A v Serii B           |
| Modena       | Modena    | Stadio di viale Fontanelli   | Silvio Secchi (1.–10. kolo) Árpád Hajós                                 | 2. místo ve skupině B v Serii B           |
| Novara       | Novara    | Stadio del Littorio          | Imre János Bekey                                                        | 2. místo ve skupině A v Serii B           |
| Pisa         | Pisa      | Campo del Littorio           | József Ging                                                             | 3. místo ve skupině A v Serii B           |
| Pistoiese    | Pistoia   | Stadio Monteoliveto          | István Mészáros (1.–?. kolo) Leonardo Mione (?.–?. kolo) György Kőszegi | 3. místo ve skupině B v Serii B           |
| Pro Vercelli | Vercelli  | Stadio Leonida Robbiano      | Andrea Balzaretti (1.–?. kolo) Giuseppe Milano                          | 16. místo v Serii A (sestup)              |
| Siena        | Siena     | Campo del Littorio           | Heinrich Bachmann                                                       | 1. místo ve finálové skupině B ve 3. lize |
| SPAL         | Ferrara   | Campo Littorio               | György Hlavay                                                           | 6. místo ve skupině B v Serii B           |
| Taranto      | Taranto   | Campo del Littorio           | Umberto Zanolla (1.–?. kolo) Béla Károly                                | 1. místo ve finálové skupině A ve 3. lize |
| Verona       | Verona    | Stadio Marcantonio Bentegodi | Carlo Capra                                                             | 5. místo ve skupině B v Serii B           |
| VP Viareggio | Viareggio | Polisportivo                 | Euro Riparbelli                                                         | 5. místo ve skupině A v Serii B           |
| Vigevanesi   | Vigevano  | Campo Bepi Crespi            | József Wereb                                                            | 5. místo ve skupině A v Serii B           |

## Tabulka
| Poř. | Tým          | Z  | V  | R  | P  | VG | OG | B  |
| ---- | ------------ | -- | -- | -- | -- | -- | -- | -- |
| 1.   | Lucchese     | 34 | 21 | 6  | 7  | 75 | 33 | 48 |
| 1.   | Novara       | 34 | 21 | 6  | 7  | 61 | 33 | 48 |
| 3.   | Livorno      | 34 | 19 | 9  | 6  | 73 | 30 | 47 |
| 4.   | Messina      | 34 | 19 | 6  | 9  | 59 | 52 | 44 |
| 5.   | Pisa         | 34 | 14 | 9  | 11 | 52 | 45 | 37 |
| 6.   | Pro Vercelli | 34 | 15 | 7  | 12 | 44 | 40 | 37 |
| 7.   | Verona       | 34 | 14 | 9  | 11 | 48 | 45 | 37 |
| 8.   | Catania      | 34 | 16 | 1  | 17 | 45 | 47 | 33 |
| 9.   | Aquila       | 34 | 14 | 5  | 15 | 43 | 46 | 33 |
| 10.  | Atalanta     | 34 | 13 | 6  | 15 | 25 | 50 | 32 |
| 11.  | Modena       | 34 | 13 | 5  | 16 | 43 | 50 | 31 |
| 12.  | VP Viareggio | 34 | 8  | 12 | 14 | 43 | 53 | 28 |
| 13.  | Pistoiese    | 34 | 12 | 4  | 18 | 28 | 44 | 28 |
| 14.  | SPAL         | 34 | 11 | 6  | 17 | 48 | 59 | 28 |
| 15.  | Foggia       | 34 | 11 | 6  | 17 | 39 | 51 | 28 |
| 16.  | Siena        | 34 | 9  | 9  | 16 | 39 | 52 | 27 |
| 17.  | Vigevanesi   | 34 | 10 | 7  | 17 | 34 | 51 | 27 |
| 18.  | Taranto      | 34 | 5  | 9  | 20 | 20 | 38 | 19 |

Poznámky
- Z = Odehrané zápasy; V = Vítězství; R = Remízy; P = Prohry; VG = Vstřelené góly; OG = Obdržené góly; B = Body
- za výhru 2 body, za remízu 1 bod, za prohru 0 bodů.
- při rovnosti bodů rozhodoval rozdíl mezi vstřelených a obdržených branek.
- kluby VP Viareggio, Pistoiese, SPAL a Foggia hrály play out.

|  | Postup do Serie A |
|  | Sestup do Serie C |

## Play out

### Tabulka
| Poř. | Tým          | Z | V | R | P | VG | OG | B |
| ---- | ------------ | - | - | - | - | -- | -- | - |
| 1.   | VP Viareggio | 3 | 2 | 1 | 0 | 9  | 2  | 5 |
| 2.   | Pistoiese    | 3 | 2 | 1 | 0 | 9  | 2  | 5 |
| 3.   | SPAL         | 2 | 0 | 0 | 2 | 2  | 8  | 0 |
| 4.   | Foggia       | 2 | 0 | 0 | 2 | 0  | 8  | 0 |

Poznámky
- Z = Odehrané zápasy; V = Vítězství; R = Remízy; P = Prohry; VG = Vstřelené góly; OG = Obdržené góly; B = Body
- za výhru 2 body, za remízu 1 bod, za prohru 0 bodů.
- kluby VP Viareggio a Pistoiese hrály dodatečný zápas o setrvání v soutěži. VP Viareggio zvítězilo 2:0.

|  | Sestup do Serie C |